# Gabriel Goldschmied
Gabriel Goldschmied Rodríguez (22 de abril de 1939) es un deportista mexicano que compitió en judo. Ganó una medalla en los Juegos Panamericanos de 1967 y dos medallas en el Campeonato Panamericano de Judo en los años 1965 y 1968.

## Palmarés internacional
| Juegos Panamericanos    | Juegos Panamericanos            | Juegos Panamericanos | Juegos Panamericanos |
| Año                     | Lugar                           | Medalla              | Categoría            |
| ----------------------- | ------------------------------- | -------------------- | -------------------- |
| 1967                    | Winnipeg (Canadá)               | Medalla de bronce    | –80 kg               |
| Campeonato Panamericano |                                 |                      |                      |
| Año                     | Lugar                           | Medalla              | Categoría            |
| 1965                    | Ciudad de Guatemala (Guatemala) | Medalla de plata     | –80 kg               |
| 1968                    | San Juan (Puerto Rico)          | Medalla de bronce    | –80 kg               |